# Litolrubin BK

Strukturformel

Litolrubin BK är ett syntetiskt azofärgämne med magentafärg. Som pigment kan det ha röd till violett underton. I ren form är det ett pulver, något lösligt i varmt vatten, men olösligt i kallt vatten och etanol. Löst i dimetylformamid ligger dess absorptionsmaximum vid ca 442 nm. Ämnet föreligger ofta som ett kalciumsalt. Kemiskt är det också en bensensulfonat, en 2-naftol och en naftalenkarboxylat.
Det används för att färgning av plast, målarfärg, tryckfärg och vid textiltryck. Det används vanligen som en standard för magenta i tre- och fyrfärgstryck. I den internationella pigmentdatabasen Colour Index har det benämningen Pigment Red 57:1 och nr C.I.15850:1.
Som livsmedelsfärgämne har det E-nummer E180, med den enda tillåtna användningen att färga ostskorpa (ostkant). Det förekommer också i vissa läppbalsam. Användningen som livsmedelsfärg var förbjuden i Sverige innan EU-inträdet.